# 3751 Kiang
3751 Kiang è un asteroide della fascia principale del diametro medio di circa 21,56 km. Scoperto nel 1983, presenta un'orbita caratterizzata da un semiasse maggiore pari a 3,1459393 au e da un'eccentricità di 0,1025197, inclinata di 13,22563° rispetto all'eclittica.
L'asteroide è dedicato all'astronomo cinese Tao Kiang.